# Alan Campbell (baron Campbell d'Alloway)
Pour les articles homonymes, voir Alan Campbell et Campbell.
Alan Robertson Campbell, baron Campbell de Alloway (24 mai 1917 - 30 juin 2013) est un juge, avocat et auteur britannique qui siège à la Chambre des Lords comme pair à vie.

## Biographie
Fils de John Kenneth Campbell et Juliet Pinner, il fait ses études à Aldenham School, Hertfordshire et à l'Institut d'études politiques de Paris de Paris en 1934. Il poursuit ses études à Trinity Hall, Cambridge, où il obtient un baccalauréat ès arts en économie et droit en 1938, et une maîtrise ès arts. De 1939 à 1940, Campbell sert dans la Royal Artillery, dans le corps expéditionnaire, atteignant le grade de sous-lieutenant, et est prisonnier de guerre au Château de Colditz de 1940 à 1945. Il reçoit la décoration de réserve d'urgence (ERD) en 1996.
Appelé au Barreau par l'Inner Temple en 1939, il est nommé Conseiller de la reine en 1965 et Bencher en 1972. En 1975, Campbell devient membre du comité de gestion de l'Association du Royaume-Uni pour le droit européen et, en 1976, il est nommé secrétaire de la Crown Court, occupant les deux postes jusqu'en 1989. De 1974 à 1979, il est membre du Law Advisory Panel du British Council, de 1988 à 1991, il est vice-président de l'Association des juristes franco-britanniques et de 1978 à 2004 président de l'Association Colditz. Le 2 juin 1981, il est créé pair à vie avec le titre de baron Campbell d'Alloway, d'Ayr dans le district de Kyle et Carrick. Il siège en tant que conservateur et est membre de la Scottish Peers 'Association.
En 1947, Campbell épouse Diana Watson-Smyth. Divorcé en 1953, il épouse ensuite Vivien de Kantzow (décédée le 27 décembre 2010) en 1957. Il épouse en troisièmes noces à l'âge de 94 ans, le 1er septembre 2011, dans la chapelle du Royal Hospital Chelsea, Dorothea Berwick, fille du colonel Edward et de Lady Elizabeth Berwick . Il a une fille, l'hon. Sarah C. Campbell (née en 1950), par sa première épouse.
À la suite de la mort d'Edward Short, baron Glenamara en mai 2012, Campbell est le membre le plus âgé de la Chambre des lords .

## Œuvres
- Restrictive Trade Practices and Monopolies (1956)
- Restrictive Trading Agreements in the Common Market (1964)
- Industrial Relations Act (1971)
- EC Competitions Law (1980)
- Trade Unions and the Individual (1980)
- Case-Book, Sentence of Death (2008)